# Polygonia album
Polygonia album är en fjärilsart som beskrevs av Jacob Hübner 1794. Polygonia album ingår i släktet Polygonia och familjen praktfjärilar. Inga underarter finns listade i Catalogue of Life.